# チャック・イェーガー

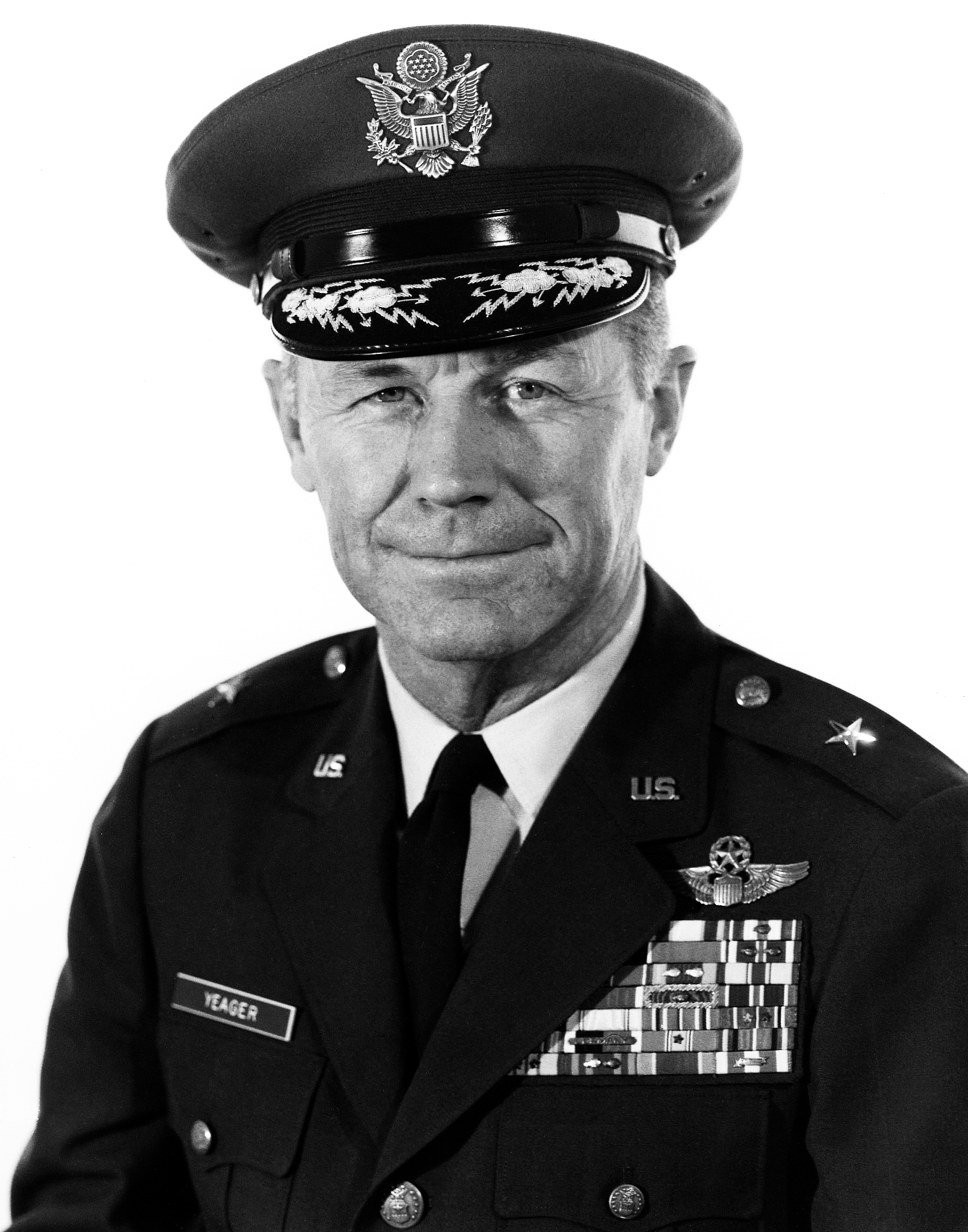
准将時代の公式肖像写真/ 1969年9月15日（歳時）

チャールズ・エルウッド・イェーガー（Charles Elwood Yeager 、1923年2月13日 - 2020年12月7日）は、アメリカ合衆国の陸軍・空軍軍人。退役時の階級は空軍准将。
公式記録において世界で初めて音速を超えた人物として知られる。著名な親族として、妻のヴィクトリア・スコット・ディアンジェロ（ヴィクトリア・イェーガー。女優）、甥のスティーブ・イェーガー（元・プロ野球選手、現・野球指導者）、ほかがいる。
身長は 5 ft10 in（約1.78 m）。

## 生涯

### 前半生
1923年、ウェストバージニア州リンカーン郡マイラ (Myra) の貧しい家庭に生まれる。1941年9月12日、陸軍航空軍に一兵士として入隊し、飛行機の整備士となる。1943年にはパイロットの資格を取得。第357航空群で訓練を重ねた後に、1943年11月にイギリスへ派遣され、第363戦闘飛行隊のP-51パイロットとして戦闘に参加する。1944年3月4日、7回目の出撃で敵を初撃墜。しかし翌日（5日）、8回目の出撃でフランス上空において、今度は彼自身が撃墜される。同月30日にレジスタンスの力を借りてピレネー山脈を越え、スペインへ逃れた。当時の軍の規則では、敵地上空で撃墜されたパイロットはレジスタンスの秘密保護のため戦列復帰を許されていなかったが、司令部への度重なる嘆願の末、しばらくの間機銃手を務めたのち、パイロットに復帰する。
同1944年10月12日には、1度の出撃で5機のメッサーシュミット Bf109を撃墜したことにより、アメリカ軍最初の "ace in a day" (en) 、すなわち「1日で規定の記録を達成したエース・パイロット」の称号を受ける。イェーガーは終戦までに11.5機を撃墜した。その中にはジェット戦闘機Me262の初撃墜も含まれている。
1945年2月26日、グレニス・ディックハウス（Glennis Dickhouse. 1924年12月2日生まれ。当時21歳）と結婚。彼女との間には4人の子供（ドナルド、ミッシェル、シャロン、スーザン）を儲けることになる。なお、グレニスはカリフォルニア州フェアフィールドにて1990年12月22日に卵巣癌で亡くなった。チャックはその後、2003年8月になって36歳年下の女優ヴィクトリア・スコット・ディアンジェロ (Victoria Scott D'Angelo) と再婚している。ヴィクトリアとの間には一人娘（スーザン）がいる。

### 音の壁への挑戦
戦後は創設されたアメリカ空軍に移り、NACA（NASAの前身）の高速飛行計画に基づいて作成された機体ベルX-1（当時の呼称はXS-1）のテストパイロットに選出された。

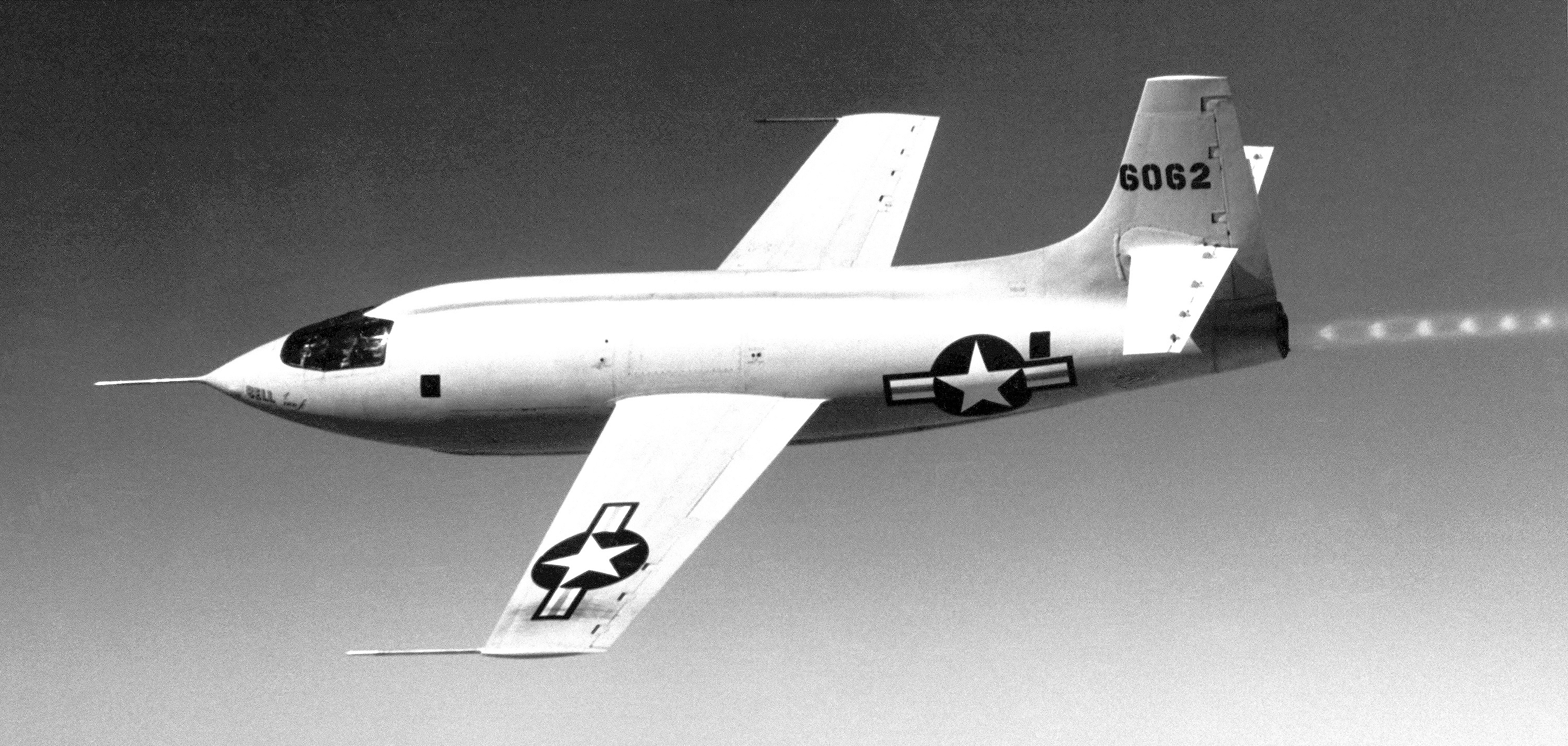
XS-1（後のX-1）

1947年10月14日、イェーガーが搭乗するXS-1は高度6,100 mで母機から切り離され、2基のエンジンに点火して緩上昇に移行。続いて残りの2基にも点火し、高度10,670 mをマッハ0.92で通過した。高度12,800 mに到達する前にエンジン2基をオフにして水平飛行に移り、その後再びエンジンを1基オンにして計3基で水平飛行を行った。その結果マッハ1.06を記録、人類初の有人超音速飛行となった。音速突破時に予想されていた衝撃波による振動もほとんど無く、意外なほどにあっさりと音速を越えてしまったという。彼がXS-1で飛行して通算50回目での記録であった。

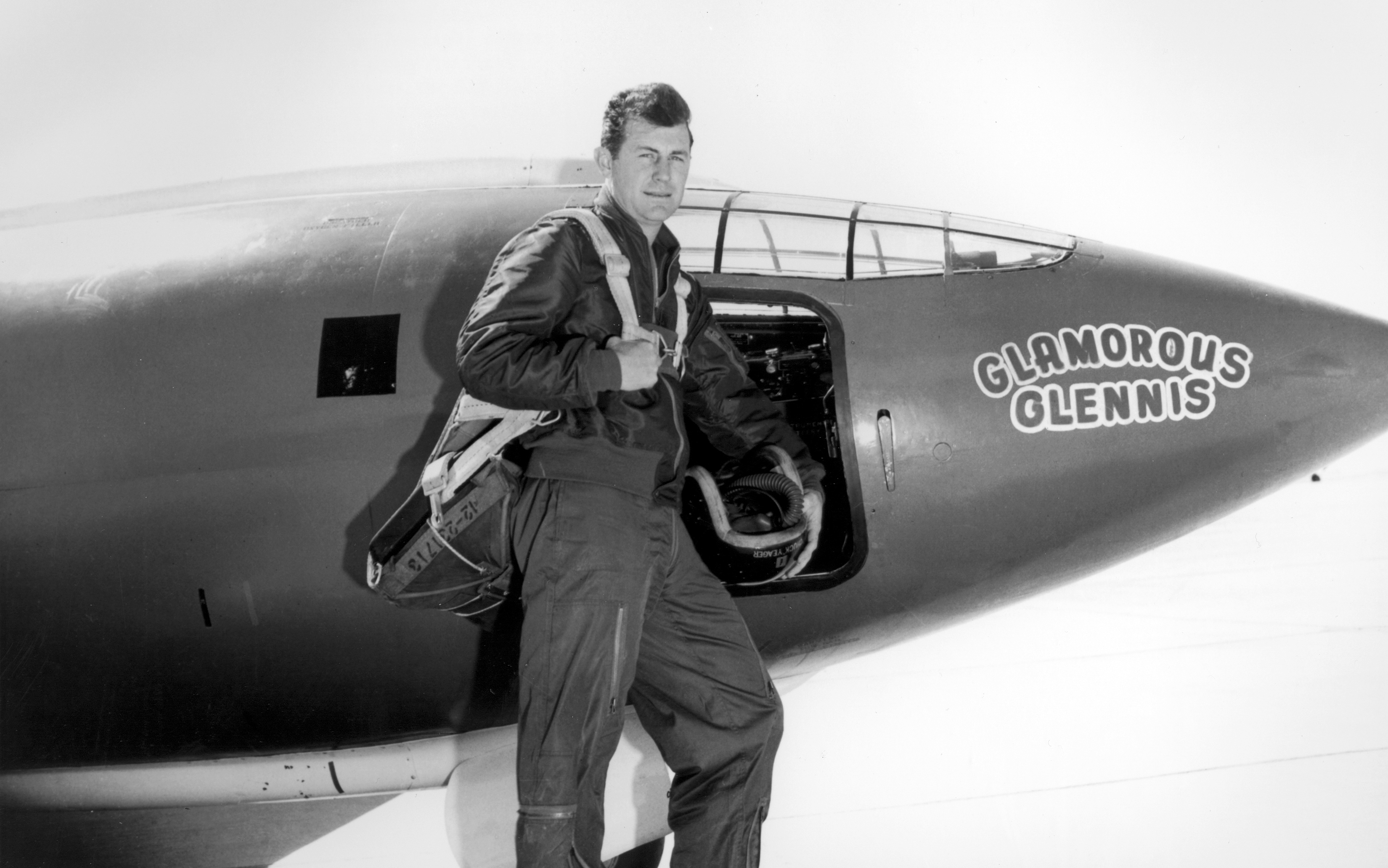
チャック・イェーガーとXS-1 "グラマラス・グレニス"

2日前に彼は落馬で肋骨を骨折していたが、そのことを隠したままXS-1に搭乗しようとした。しかし、搭乗口を閉めるために前かがみになることが困難であった。このことが明らかになるとテスト飛行から降ろされるため、同僚のジャック・リドリー大尉 (Captain Jack Ridley) にのみ事実を伝え、解決方法を求めた。リドリーはモップの柄を使うことを提案し、これにより無事搭乗口を閉めることができた。このエピソードは映画『ライトスタッフ』にも描かれている。また彼はP-51に続きXS-1にも、妻の名前にちなんで "グラマラス・グレニス (Glamorous Glennis) " という愛称を付けていた。現在、この機体はワシントンD.C.の国立航空宇宙博物館に展示されている。同年コリアー・トロフィー受賞。
その後も最高速度記録を塗り替え続け、1947年11月6日にはマッハ1.36、1948年3月26日にはマッハ1.45を記録した。1953年からはX-1に関わったスタッフと共に、水平飛行でマッハ2の突破を目指す計画に参加した。しかし、11月20日にD-558-2 スカイロケットとパイロットのスコット・クロスフィールドが、先に記録を達成してしまう。イェーガーとリドリーは、これの記録を打ち破ることを誓い、"Operation NACA Weep"と名づけて挑み続けた。1953年12月12日、X-1Aでマッハ2.44を記録し、最速の男の称号を取り戻す。なおX-1Aがマッハ2.44を記録した直後に機体が左に傾き、きりもみ状態で降下を始めてしまう。あわや墜落かという事態になったが、高度8,800 mあたりで機体を立て直すことに成功し、墜落は免れた。

### 後半生

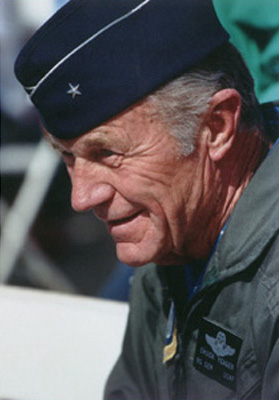
2000年（-歳時）

1962年、NASAとアメリカ空軍のパイロットを養成する学校であるアメリカ空軍テストパイロット学校（U.S. Air Force Test Pilot School、頭字語: USAF TPS）の校長を務める。1963年12月10日、NF-104による高度記録達成に挑んだが、トラブルにより機は墜落するも無事生還を果たした。翌年の1月29日には、リフティング・ボディの実験機M2-F1の試験飛行を行っている。
1966年、ベトナム戦争では、南ベトナムおよび東南アジアを担当する第405戦闘飛行隊の指揮官に任じられ、120の作戦に参加。計414時間をB-57の機上で過ごした。1968年、准将に昇進し、翌1969年の7月には第17空軍の副司令官に任じられる。1975年、ドイツ、次いでパキスタンで勤務した後、ノートン空軍基地で退役。しかし、空軍およびNASAのテストパイロットとアドバイザーは続けた。
1997年10月14日、イェーガーが打ち立てた音速突破50周年を記念する式典が開かれている。その際は "グラマラス・グレニス III (Glamorous Glennis III)" と名付けられたF-15Dに乗り込み、50年前と同時刻の10時29分に音速を突破した。これが彼の空軍における最後の公式飛行となった。
退役後は故郷のウェストバージニア州の教育振興にも尽くし、マーシャル大学に奨学金制度 "Society of Yeager Scholars" を設立。数々の実績を評して州都チャールストンの空港（イェーガー空港）や、南チャールストンの州間高速道路77号 (Interstate 77 in West Virginia) 上のカナウハ川に架かる橋（チャック・イェーガー記念橋；Chuck Yeager Memorial Bridge、別名多数）には彼の名がつけられている。そのほかの主な活動としては、実験航空機協会(EAA) のヤングイーグルスでプログラムチェアマン (en) を務めたことや、スペースシャトル・チャレンジャーが1986年1月28日のミッション (STS-51L) で爆発事故を起こした際の大統領調査への協力などが挙げられる。
2004年、合衆国議会でイェーガーの少将昇進が議決され、明くる2005年に予備役少将となった。
2007年頃には、カリフォルニア州のグラスバレーで暮らしていた。
2012年10月14日、史上初の音速突破が記録されてからちょうど65周年目を迎えたこの日、ネバダ州のネリス空軍基地で現役パイロットが操縦するF-15D戦闘機に同乗したチャックは、齢89にして超音速飛行を再体験した。
最晩年には北カリフォルニアで暮らしていたが、2020年12月7日、ロサンゼルスの病院にて死去した。97歳であった。訃報は妻ヴィクトリアが夫の公式Twitter上で発表している。

## ライトスタッフ
イェーガーはトム・ウルフのドキュメンタリー小説『ライトスタッフ』および同書を原作とした映画の主人公の一人となった。映画ではイェーガーはテクニカル・アドバイザーとして製作に参加し、自身もカメオ出演している。ただし、映画には演出上、史実と異なる部分が存在する。X-1は（3号機がベル社の社内試験中に爆発したことはあったが）実際には墜落事故は起こしておらず、イェーガーが直前にパイロットとして選ばれたというのもフィクションである。NF-104が飛行する際にイェーガーが飛行許可を取らなかったというのも事実ではなく、ロシアの高度記録を破る許可を得なかったというのが史実である。ただし、上記のように骨折したままX-1に乗ったのは事実であり、NF-104の射出座席によって頭と腕に三ヶ所の火傷を負ったのも事実である。
人類初の音速突破に関しては、P-47戦闘機のパイロットが急降下時に音速を突破したという証言があるが、パイロットの名前、日時など不明な点が多い。ドイツ人のハンス・ギド・ミュッケは、1945年4月9日にメッサーシュミット Me262で音速を破ったとの主張があるが、こちらは信憑性が薄いとされる。マッハ計が装備されていない機体では、高速飛行時に速度表示に誤差を生じることが指摘されている（cf. 音の壁）。一方、アメリカ人のジョージ・ウェルチが、イェーガーが音速を突破する2週間前の10月1日に、XP-86で音速を破ったという説もあり、こちらは信憑性が高い。彼は10月14日10時29分のちょうど30分前にも音速飛行を行ったとされている。しかしこれについては、公式に認められた記録ではない。この件についてアメリカ空軍は、イェーガーとX-1は"水平飛行"で音速を突破した最初の例だと述べている。これはイェーガー以前に音速が突破されていたという主張を公式に認めたようにも取れる。ただし、人間でなくて航空機の場合においては、いわゆる「超音速機」というのは、水平飛行で音速を突破できる航空機のことであり、急降下・緩降下で音速を突破できる航空機は超音速機の範疇に含めないのは事実である（推力が不十分で水平飛行で音速を超えられない機体でも、機体強度が十分であれば降下での音速突破は可能であり、かつ造波抵抗や操縦安定性などの条件を満たせば安定して飛行することも不可能ではない）。

## 語録
- 「その飛行機が音より速く飛ぶかどうかなんてボク自身には関係なかった。ボクはテストパイロットとして、ただその飛行機を飛ばすように命じられ自分の義務を果たしただけだ！」
- 「今まで自分が見てきた中で自分の仕事を楽しんでやっている人は、みんな仕事が出来る人でしたね。」
- 「撃ち落としたぜ」 - 「（初めてジェット機を見た時）あなたはどうしたか」という質問への返答。
- 「もしガムを持っていたらボクに一つくれないか。後で必ず返すよ！」 - 発進前に同僚のリドリーと交わしていたというジョーク。『ライトスタッフ』でも描かれている。
- 「その一瞬静寂に包まれた。その時自分はもう死んだと感じたよ。」 - 初めて音速を超えた時のことを述懐して。

## 著書
- イーガー、依光隆（絵） 著、福島正実 訳『超音速にいどむ』偕成社〈少年少女世界のノンフィクション 1〉、1964年。
- チャック・イエーガー、レオ・ジェイノス 著、関口幸男 訳『イエーガー ― 音の壁を破った男』サンケイ出版、1986年11月1日。ISBN 978-4383025621。OCLC 673541533。